# The Desert Song (1943)
The Desert Song é um filme musical estadunidense de 1943, do gênero aventura, dirigido por Robert Florey, e estrelado por Dennis Morgan e Irene Manning. O roteiro de Robert Buckner foi baseado na opereta e peça teatral homônimos de 1926, de Oscar Hammerstein II, Otto A. Harbach, Frank Mandel e Laurence Schwab.
O filme é mais sofisticado tecnicamente do que o filme anterior devido ao seu orçamento maior, além dos avanços no som e cor. Essa é a primeira versão do filme a ser feita em Technicolor de três fitas completas. A história tenta aplicar a Segunda Guerra Mundial nos tópicos do filme, fazendo com que o herói fora-da-lei com uma dupla identidade e lute contra os nazistas e os rifenhos. Como no filme de 1953, o nome do herói é alterado para El Khobar, em vez de Red Shadow.
O filme obteve uma recepção geralmente positiva comercialmente, tornando-se o filme de maior bilheteria da Warner Bros. naquele ano.

## Sinopse
Em Marrocos, em 1939, os esforços do marroquino Caid Yousseff (Victor Francen) para construir uma ferrovia particular em Dakar são continuamente interrompidos por ataques dos nativos rifenhos, sob a liderança do misterioso El Khobar (Dennis Morgan), que na verdade é o estadunidense Paul Hudson, um veterano da Guerra Civil Espanhola. Quando Johnny Walsh (Lynne Overman), um jornalista estadunidenses em Marrocos, tenta tornar os ataques públicos, seus esforços são bloqueados pelo censor francês. Algum tempo depois, um ataque liderado por El Khobar libera os rifenhos, que foram forçados a trabalhar no deserto construindo a ferrovia, e destrói o que já estava construído.
Os capangas de El Khobar também capturam Tarbouch (Marcel Dalio), um nativo que ajudou a escravizar os rifenhos. Mais tarde, Paul, que também é um pianista, informa à cantora francesa Margot (Irene Manning) que os rifenhos se opõem a Yousseff, mas não à França. No dia seguinte, Yousseff se reúne com o Coronel Fontaine (Bruce Cabot), que é seu parceiro no negócio ferroviário financiado pelo governo nazista.
Quando os soldados chegam ao café, todos os árabes já sumiram. Mais tarde, Paul descobre que alguns rifenhos capturados estão sendo torturados e planeja o resgate. Como Margot é amiga de Fontaine, Paul a convida para o deserto, onde planeja interrogá-la, e ela descobre que ele é El Khobar. Depois de passar o dia com os rifenhos, Margot se converte à causa e concorda em ajudar Paul, por quem se apaixonou. Como El Khobar, Paul entrega uma mensagem a Yousseff, oferecendo-se para trocar Tarbouch pelos rifenhos capturados.

## Elenco
- Dennis Morgan como Paul Hudson / El Khobar
- Irene Manning como Margot
- Bruce Cabot como Coronel Fontaine
- Lynne Overman como Johnny Walsh
- Gene Lockhart como Père Fan Fan
- Faye Emerson como Hajy
- Victor Francen como Caid Yousseff
- Curt Bois como François
- Jack La Rue como Tenente Bertin
- Marcel Dalio como Tarbouch
- Nestor Paiva como Benoit
- Cee Pee Johnson como Baterista (não-creditado)[6][7]

## Produção
Em 14 de maio de 1942, foi anunciado que grande parte do filme havia sido filmado em locações no Arizona e em Gallup, no Novo México. A rua marroquina construída para a produção foi posteriormente utilizada no filme "Casablanca" (1942).
A produção enfrentou críticas pela maneira antipática como retratou os franceses na história, além de sua representação da cooperação francesa com os alemães, personificada pelo personagem Fontaine. Como resultado, ele foi mostrado como ignorante quanto ao apoio alemão à ferrovia.
A música tema do filme é, talvez, o único caso em que uma opereta teatral da década de 1920 foi atualizada para refletir as preocupações atuais da década de 1940. De fato, o Escritório de Informação de Guerra dos Estados Unidos adiou o lançamento do filme por um ano devido às mudanças nas posições políticas da França de Vichy.

## Recepção

### Bilheteria
O filme foi a produção de maior sucesso da Warner Bros. naquele ano, arrecadando US$ 2.561.000 nacionalmente e US$ 2.034.000 no exterior, totalizando US$ 4.595.000 mundialmente.

## Prêmios e indicações
| Ano  | Cerimônia | Categoria                       | Indicado                      | Resultado | Ref.        |
| ---- | --------- | ------------------------------- | ----------------------------- | --------- | ----------- |
| 1945 | Oscar     | Melhor direção de arte colorido | Charles Novi & Jack McConaghy | Indicado  | [ 8 ] [ 9 ] |

## Mídia doméstica
Esta versão do filme foi, como a versão de 1929, quase nunca vista após sua liberação original devido a problemas de conteúdo e direitos autorais, o que tornou o filme difícil de ser encontrado ou visto. Em 2014, foi remasterizado, restaurado e lançado em DVD, pela Warner Bros.